# Genaro Alberto Olivieri
Genaro Alberto Olivieri (* 4. August 1998 in Bragado) ist ein argentinischer Tennisspieler.

## Karriere
Olivieri spielte bis 2016 auf der ITF Junior Tour. In der Jugend-Rangliste erreichte er mit Rang 8 seine höchste Notierung. Sein bestes Ergebnis bei Grand-Slam-Turnieren war das Viertelfinale im Einzel der French Open. Sein größter Titelgewinn gelang ihm beim Abierto Juvenil Mexicano, das ebenso wie die Grand-Slams zur Kategorie Grade A gehört.
Bei den Profis spielte Olivieri 2014 sein erstes Turnier, durch das er sich das erste Mal in der Tennisweltrangliste platzieren konnte. Ende 2016 zog er auf der ITF Future Tour das erste Mal ins Endspiel ein, was ihm bis Ende 2017 noch ein weiteres Mal gelang. Beim Challenger in Buenos Aires gewann er sein erstes Match auf dieser Turnierebene. Das Jahr schloss er erstmals in den Top 500 ab. 2018 verlief ähnlich, erneut stand er in zwei Future-Endspielen. Dieses Mal überzeugte er auch im Doppel und gewann dort zwei Titel, womit er ebenfalls in die Top 500 einzog. 2019 brach Olivieri nach drei weiteren verlorenen Einzel-Finals den Bann und gewann die darauffolgenden zwei Endspiele, während er im Doppel den dritten Titel feierte.
Anfang 2020 gewann Olivieri in Punta del Este das erste Mal zwei Matches bei einem Challenger. Dadurch stieg er in die Top 400 ein. Allerdings ging der Tennissport kurz darauf pandemiebedingt in eine Pause. 2021 gab es die nächsten Erfolge, als der Argentinier in Cary und Lexington zweimal in Folge das Challenger-Viertelfinale erreichte. Mit einem weiteren Viertelfinale und den Halbfinals in Sevilla und Florianópolis behauptete er sich auf der Challenger Tour und stand kurz vor dem Sprung in die Top 300. Im Doppel gewann er in dem Jahr den vierten Future-Titel, aber auch bei einem Challenger hatte er Erfolg. Er zog in Brasilia das erste Mal auf der Tour ins Endspiel ein. Früh im Jahr 2022 erzielte er in Blumenau mit dem Halbfinale ein gutes Ergebnis. Auf dem Weg zum Halbfinale in Tigre besiegte er den Top-100-Spieler Facundo Bagnis. Das dritte Halbfinale in Posen verhalf Olivieri zu Platz 230. Im November 2022 kam er zu dem bis dato größten Erfolg seiner Karriere, als er in Montevideo das Endspiel erreichte und dort den Weltranglisten-85. Tomás Martín Etcheverry in drei Sätzen schlug. Sein Karrierehoch von Platz 190 erreichte er kurz darauf. Im Doppel kam er zu zwei Halbfinals bei Challengers und Platz 304 im August 2022. Sowohl in Wimbledon, bei den US Open 2022 als auch bei den Australian Open 2023 schied er jeweils in der ersten Runde der Qualifikation aus.

## Erfolge
| Legende (Anzahl der Siege) |
| Grand Slam                 |
| ATP Finals                 |
| ATP Tour Masters 1000      |
| ATP Tour 500               |
| ATP Tour 250               |
| ATP Challenger Tour (2)    |

### Einzel

#### Turniersiege
| Nr. | Datum             | Turnier       | Belag | Finalgegner             | Ergebnis        |
| --- | ----------------- | ------------- | ----- | ----------------------- | --------------- |
| 1.  | 14. November 2022 | Montevideo    | Sand  | Tomás Martín Etcheverry | 6:73, 7:65, 6:3 |
| 2.  | 13. August 2023   | Santo Domingo | Sand  | Marco Trungelliti       | 7:5, 2:6, 6:4   |